# Pál Gyula (matematikus)
Pál Gyula, született Perl Gyula (Győr, 1881. június 27. – Koppenhága, 1946. szeptember 6.) magyar-dán matematikus, egyetemi oktató.

## Életpályája
A Pál családnevet 1909-ben vette fel. A győri bencés gimnáziumban tanult, akárcsak a nála idősebb Riesz Frigyes matematikus, akivel ott összebarátkozott. Neve többször megjelent a KöMaL feladatmegoldói között. 1900-ban érettségizett, az egyetemet pedig 1906-ban végezte el. Budapest mellett Göttingenben, Münchenben és Párizsban is tanult.
1910-től a székelyudvarhelyi főreáliskolában tanított, majd 1912-ben megpályázott egy budapesti tanári állast, amelyet azonban nem kapott meg, de állami támogatással tovább tanulhatott német és francia egyetemeken. 1914-ben a pozsonyi főreáliskolai állást pályázta meg, de nem foglalhatta el a háború kitörése miatt. Ónként vonult be a hadseregbe, és helytállásáért kitüntették. Meghívásra 1919-ben Dániába utazott, ahol családot alapított, letelepedett, és csak egyetlen egyszer, 1934-ben látogatott haza, Magyarországra.
1925-ben a koppenhágai műszaki egyetemen Harald Bohr asszisztense, egy év múlva ugyanott főállású lektor (adjunktus). 1928-tól már dán állampolgár. A német megszállás alatt részt vett az ellenállásban, hamis iratokkal igazolta "árja" voltát. Családja elpusztult a háborúban, ő 1946-ban hunyt el.

## Munkássága
Fő kutatási területe a topológia, azon belül pedig a Jordan-görbék.
1916-ban doktorált Riesz Frigyesnél a kolozsvári egyetemen, miután 1912 és 1915 között kilenc tudományos cikke jelent meg rangos folyóiratokban. Dániában való letelepedése után Julius Pal, illetve Julius F. Pal néven publikált.